# Zdihovo (Kočevje, Slovenija)
Zdihovo je naselje u slovenskoj Općini Kočevju. Zdihovo se nalazi u pokrajini Dolenjskoj i statističkoj regiji Jugoistočnoj Sloveniji. 

## Stanovništvo
Prema popisu stanovništva iz 2002. godine naselje je imalo 0 stanovnika.